# Nederlands Hervormde kerk (Lathum)
De Nederlands Hervormde kerk is een protestantse kerk in de Nederlandse plaats Lathum. 

## Geschiedenis
Op de plek van de kerk is rond 1350 een aan Maria gewijde kapel opgericht door heren van de bannerij van Bahr en Lathum, die in 1528 omgebouwd werd tot volwaardige kerk. Aanleiding voor de verbouwing was de verwoesting van de kapel bij kasteel Bahr. De scheiding tussen de oude kapel, die tegenwoordig het priesterkoor vormt, en nieuwere kerk is in de muur nog als naad terug te zien. In de 16e eeuw is eveneens de toren toegevoegd. Tijdens de reformatie ging de kerk over naar de protestanten. In tegenstelling tot vele andere kerken, ging de kerk van Lathum na de Franse tijd in Nederland niet terug over naar de katholieken. 

## Gebouw
De kerk is opgezet als eenbeukige zaalkerk die aan de bestaande kapel werd gebouwd. De kerk bevat spitsboogvensters, die in de 19e eeuw zijn geplaatst. De dakconstructie wordt gedragen door eikenhouten balken van ruim 500 jaar oud. Aan de westzijde bevindt zich de toren met een ingesnoerde naaldspits. In het torengedeelte bevindt zich de ingang, die zich voor de bouw van de kerktoren zowel aan de noord- (vrouwen) als zuidzijde (mannen) bevond.
De preekstoel stamt uit de 17e eeuw.  Hierin zijn de familiewapens van Van Westerholt en Van Renesse van Elderen verwerkt. De doopbekken is iets jonger en heeft een inscriptie uit 1702. Het orgel in de kerk is in 1737 gebouwd door Pieter Keerman en is in 1957 in de Lathumse kerk geplaatst. In de klokkenstoel is een klok uit 1608 van H.Meurs aanwezig.
De kerk is in 1966 aangewezen als rijksmonument.

## Galerij

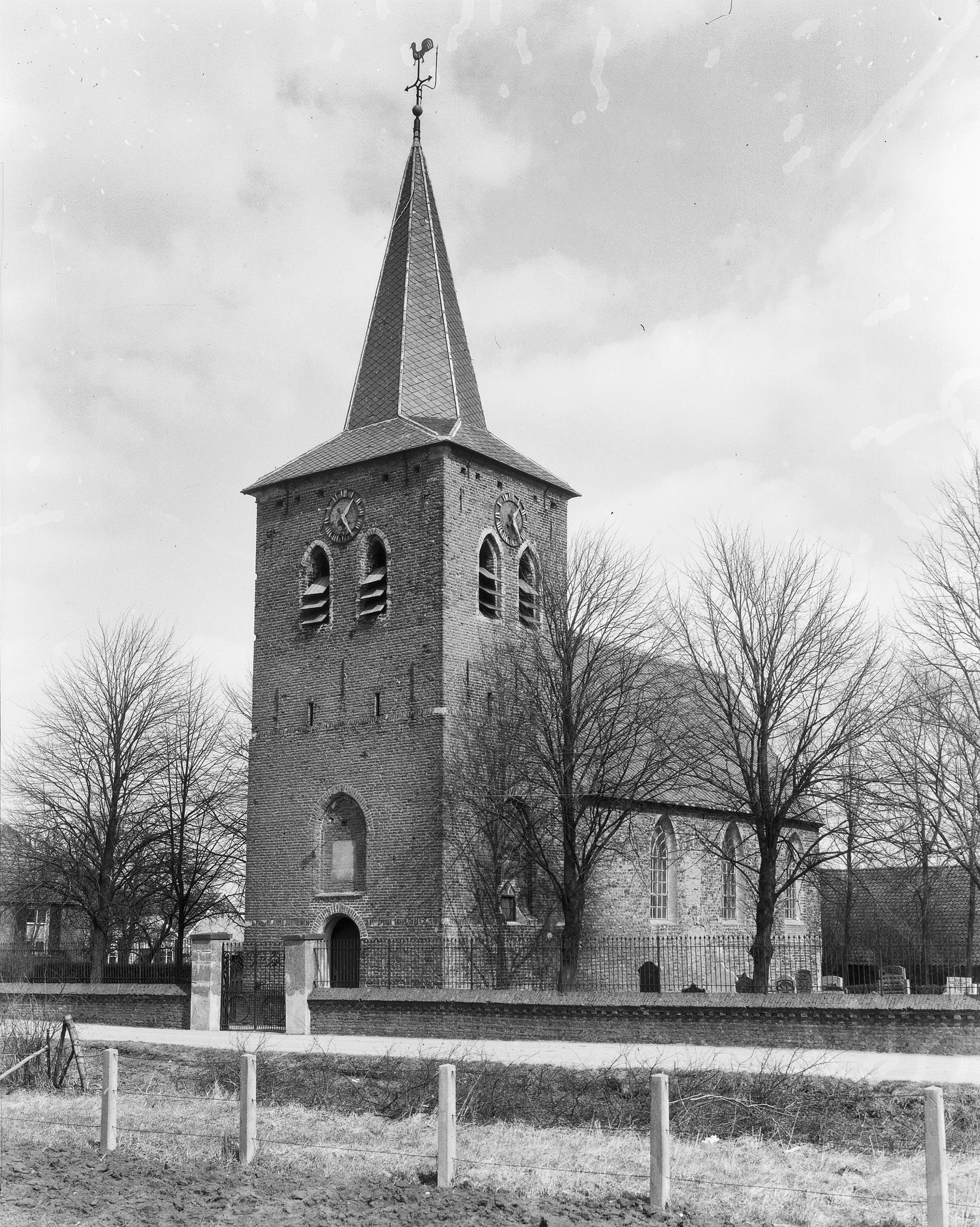
Aanzicht (1955)
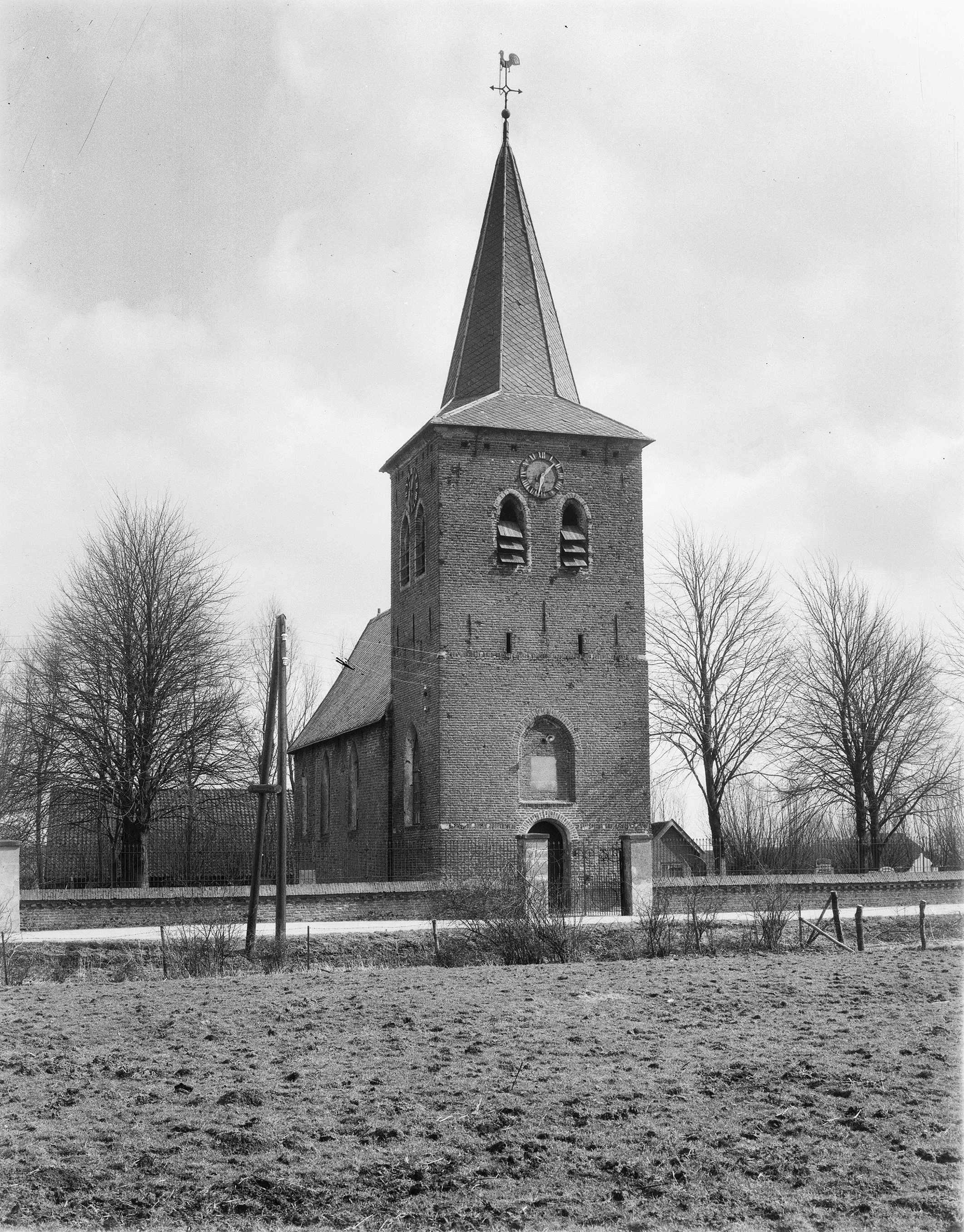
Vooraanzicht (1955)
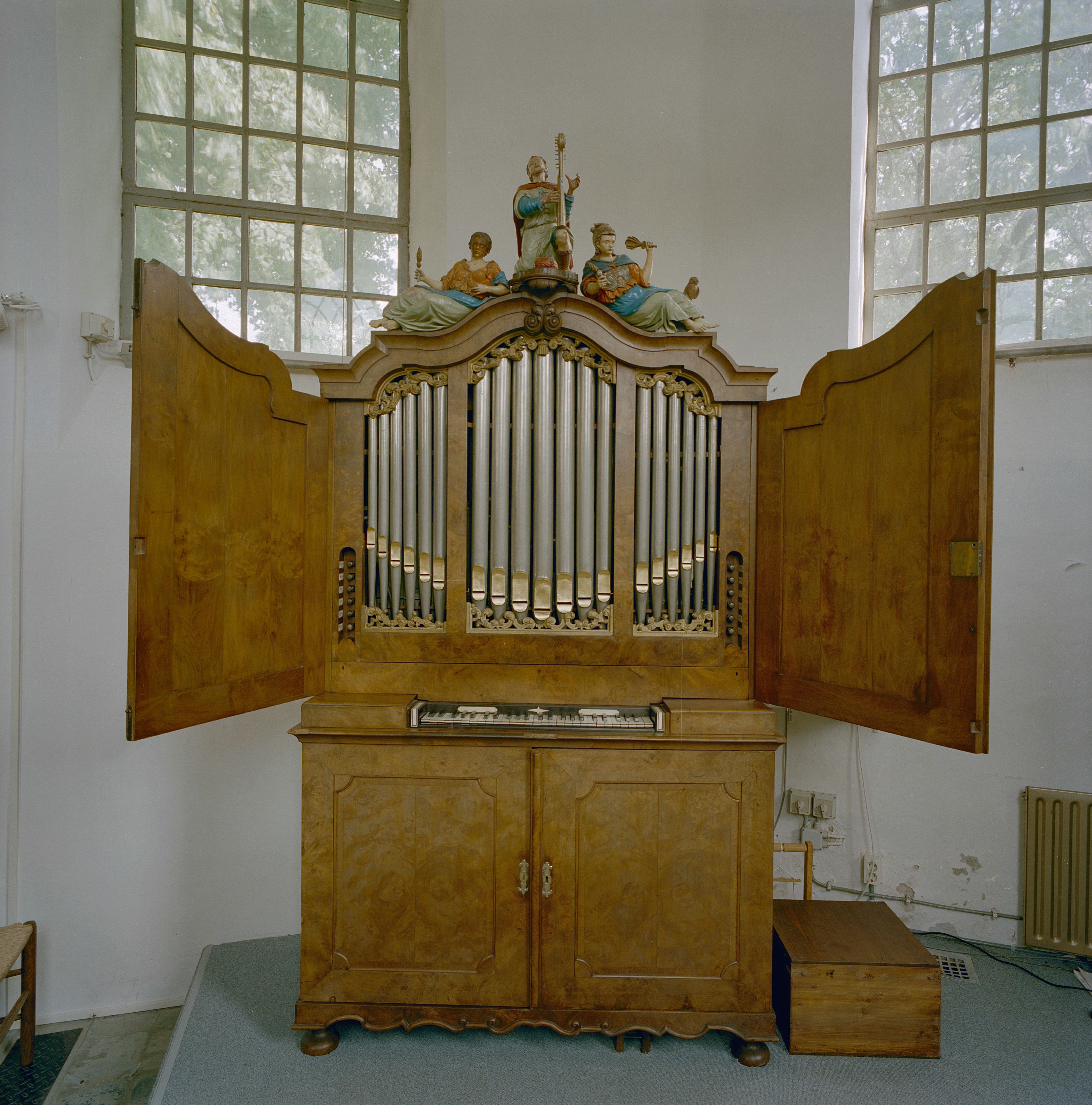
Kerkorgel van Pieter Keerman (1736)
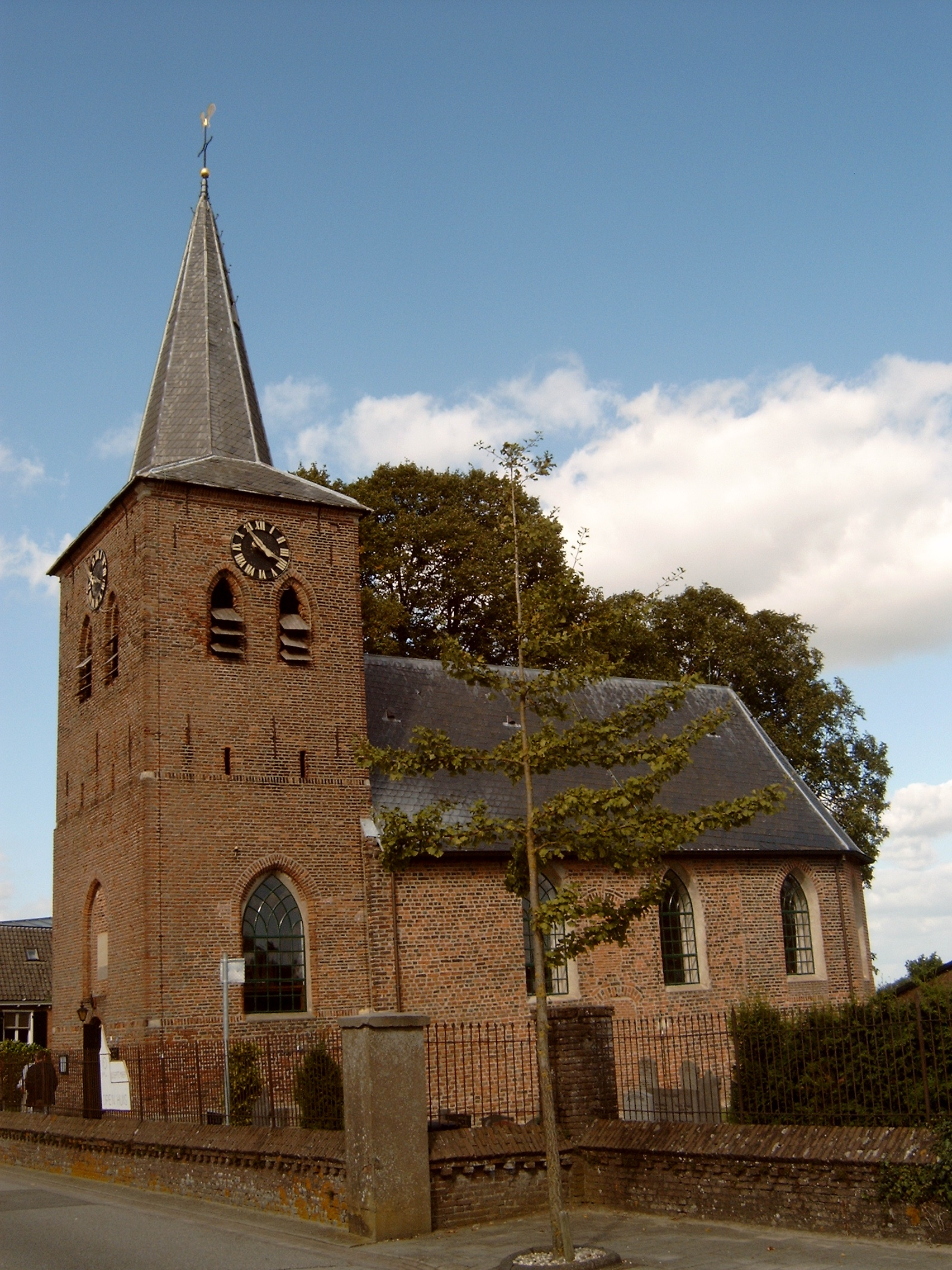
Zijaanzicht (2006)